# Восточные Судеты
Восточные Судеты (пол. Sudety Wschodnie, чеш. Jesenická oblast (область Есеники) / Východní Sudety, нем. Ostsudeten) — геоморфологический район, являющийся восточной частью горного массива Судеты, расположенный в районе стыка границ юго-западной части Польши и севера Чехии. Горы массива тянутся от долины Клодзка и реки Ныса-Клодзка (весь бассейн Клодзка относится к Центральным Судетам) на запад вплоть до Моравских Ворот на востоке и ведут к внешним Западным Карпатам. Также горный массив является частью Чешского массива. К югу от Восточных Судет лежит высокогорье Брно, принадлежащее к чешскоморавской субпровинции.

## География и межрегиональное деление
Восточные Судеты состоят из ряда горных хребтов:
- массив Снежник (чеш. Кралицкий Снежник)
- Есеники
  - Высокий Есеник (чеш. Грубый Есеник)
  - Низкий Есеник
- пол. Góry Odrzańskie (чеш. Oderské vrchy)
- Опавские горы (пол. Góry Opawskie, чеш. Zlatohorská vrchovina)
- Золотые горы / Рыхлебские горы (пол. Góry Złote, чеш. Rychlebské hory)
- Бельские холмы (пол. Góry Bialskie, чеш. Bělské vrchy, нем. Bielengebirge)

Они пролегают по следующей линии: Przełęcz Kłodzka — Kotlina Kłodzka — Rów Górnej Nysy — Przełęcz Międzyleska — Моравская долина на западе до Моравских Ворот, разделяющих восточные отроги Судет и западные отроги Бескидов. Rów Górnej Nysy образует естественную границу между Центральными Судетами и Восточными Судетами. Большая часть Восточных Судет находится в Чехии и небольшая часть (737 км²) — в Польше. Наивысшие точки горного массива — гора Прадед в Есениках высотой 1491 метров над уровнем моря, в Чехии, и гора Кралицки-Снежник высотой 1425 м. в Польше. В польской части Восточные Судеты включают в себя: Рыхлебские горы (Рыхлебы, Золотые горы); Бельские холмы; массив Кралицки-Снежник; гора Krowiarki и Опавские горы, представленной на польской территории лишь небольшой частью. От северной границы Przedgórze Sudeckie и Силезской низины и далее на восток от Kotlina Ostrawska и Моравских Ворот.
Большинство гор Восточных Судет находится на чешской стороне, это справедливо для Высокого Есеника, Низкого Есеника, Hanušovická vrchovina, Mohelnická brázda, Zábřežská vrchovina. В то время как массив Снежника, Бельские холмы, Золотые горы и Опавские горы пересекают государственную границу.
На польской стороны фрагменты Восточных Судет в трёх местах обособлены и не связаны между собой.
На чешской стороне Золотые горы и Бельские холмы объединены в единую группу.

## Геологическое строение
Горные породы Восточных Судет состоят из судетского геологического блока и пород силезско-моравской геологической зоны.
В Восточные Судеты входят следующие тектонические блоки: восточный край Struktura bardzka, почти весь Клодзко-злотогорский массив, геологический блок Лёдке и Снежника, староместская геологическая область. В Чехии: kopuła Keprnika, kopuła Desny, массив Żulowej, массив Есеники, массив Sobotina и западная часть моравскосилезской зоны.
Геологическая структура Восточных Судет не одинакова и в районе польско-чешской границы существует тектоническое перекрытие плит, причём линия перекрытия пересекает государственную границу, присутствуя по обе её стороны. Линия тектонического перекрытия проходит с юго-запада на северо-восток в непосредственной близости от населённого пункта Старе-Место (чеш. Старое Место под Снежником). Остальные геологические границы соответствуют географическим.
В состав пород Восточных Судет входят: метаморфические возрастом от верхнего протерозоя до нижнего карбона, магматические (плутоны, глубоководная магма) каменноугольного периода, осадочные возраста от верхнего карбона до четвертичного периода и вулканический базальт третичного периода.

## Туризм
Центральная часть горного массива используется для туристических направлений, также она развивается для индустрии туризма: постоянно изменяются темпы роста туристического трафика, а также производятся инвестиции в наращивание инфраструктуры. В Есениках существует туристическая ассоциация объединяющая заинтересованные в развитии туризма государственные организации, частных туроператоров и организации неправительственного сектора.